# Аль-Обайди, Маин
Маин аль-Обайди (араб. مين العبيدي‎) — йеменский юрист, выступающая в городе Таиз посредником в контексте гражданской войны в Йемене. В 2022 году была включена в список 100 женщин Би-би-си.

## Биография
Аль-Обайди получила степень бакалавра права в Университете Таиз, а затем — диплом в области публичного права в Университете Асьют в Египте. Аль-Обайди вела юридическую практику в Таизе до начала гражданской войны в Йемене в 2014 году. В ходе этого конфликта женщины страдали от арестов, сексуального насилия, перемещения и принудительной вербовки их детей. Она начала посредничать с целью содействия обмену пленными, чтобы комбатанты могли вернуться в свои дома живыми или их тела были возвращены их семьям. Аль-Обайди работала волонтёром в Союзе женщин Йемена, где защищала права заключённых женщин. Она также была первой женщиной, получившей повышение в Совете Синдиката юристов, где она курировала комитет по правам и свободам человека.

## Признание
В 2022 году Аль-Обайди была включена в число 100 женщин Би-би-си. Она была единственной йеменкой, включённой в список в том году.